# Veia torácica lateral
A veia torácica lateral é uma veia do tórax.